# Apuí
Apuí är en kommun i Brasilien.   Den ligger i delstaten Amazonas, i den centrala delen av landet, 1 500 km nordväst om huvudstaden Brasília. Antalet invånare är 18 059.
I omgivningarna runt Apuí växer i huvudsak städsegrön lövskog. Trakten runt Apuí är nära nog obefolkad, med mindre än två invånare per kvadratkilometer.